# Habenaria panigrahiana
Habenaria panigrahiana är en orkidéart som beskrevs av Sarat Misra. Habenaria panigrahiana ingår i släktet Habenaria och familjen orkidéer.

## Underarter
Arten delas in i följande underarter:
- H. p. panigrahiana
- H. p. parviloba